# Waalwijk
Waalwijk (wym. [ˈʋaːl.ʋɛi̯k]) – miasto I gmina w południowej Holandii, w prowincji Brabancja Północna. Populacja wynosi 46 525 w (2014). Miasto posiada jeden z najbardziej zadziwiających kościołów w Holandii - "Sint Janskerk" (Kościół św. Jana). Z Waalwijk pochodzi klub piłkarski RKC Waalwijk
Miasto Waalwijk jest dobrze znane przede wszystkim z przemysłu obuwniczego.

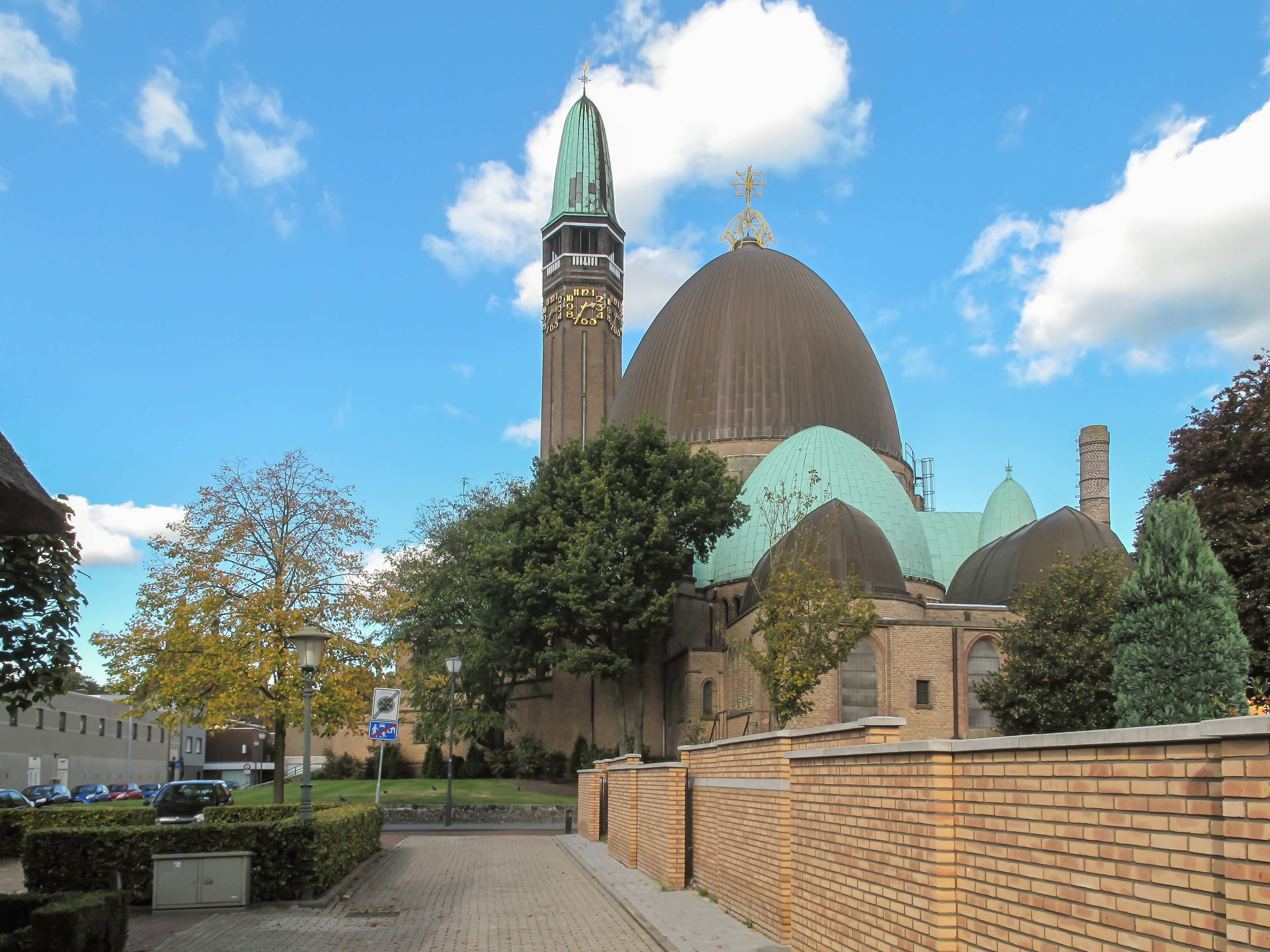
Kościół Sint Janskerk

## Miasta partnerskie
- Unna, Niemcy